# باسكوالي تشياتاريلا
باسكوالي تشياتاريلا (بالإيطالية: Pasquale Schiattarella)‏ (30 مايو 1987 بمونيانو دي نابولي في إيطاليا - ) هو لاعب كرة قدم إيطالي في مركز الوسط. لعب مع نادي أنكونا ونادي باري ونادي تورينو ونادي سبيزيا ونادي ليفورنو ولاتينا كالتشيو.

## روابط خارجية
- باسكوالي تشياتاريلا على موقع قاعدة بيانات كرة القدم.إي يو (الإنجليزية)
- باسكوالي تشياتاريلا على موقع بيانات كرة القدم. دي إي (الألمانية)
- باسكوالي تشياتاريلا على موقع Soccerway.com (الإنجليزية)
- باسكوالي تشياتاريلا على موقع عالم كرة القدم.نت (الإنجليزية)
- باسكوالي تشياتاريلا على موقع AS.com (الإسبانية)